# Hemisarcoptidae
Famille
Les Hemisarcoptidae forment une famille d'acariens de l'ordre des Sarcoptiformes.

## Description
Les Hemisarcoptidae sont présents sur les insectes, dans les nids de vertébrés ou dans des habitats abrités comme les écorces d'arbre.

## Distribution
Les Hemisarcoptidae sont largement répandus dans le monde.

## Taxonomie

### Liste des genres
Selon GBIF (16 février 2023) :
- Divilia Sevastianov, 1969a
- Espeletiacarus Fain, 1987
- Giardius Perraud, 1897
- Hemisarcoptes Lignières, 1893
- Huronopus OConnor & Houck, 1989
- Linobia Berlese, 1884
- Nanacarus Oudemans, 1902
- Pasohopus OConnor & Houck, 1989
- Superioropus OConnor & Houck, 1989

### Systématique
Le nom valide de ce taxon est Hemisarcoptidae.
Hemisarcoptidae a pour synonyme :
- Nanacaridae